# Vandœuvre-lès-Nancy
Vandœuvre-lès-Nancy eller Vandoeuvre-lès-Nancy är en kommun i departementet Meurthe-et-Moselle i regionen Lorraine i östra Frankrike.  År 2022 hade Vandoeuvre-lès-Nancy 29 697 invånare.

## Befolkningsutveckling
Antalet invånare i kommunen Vandoeuvre-lès-Nancy
| Referens: INSEE |

## Sport
Volleybollaget Vandœuvre Nancy Volley-Ball kommer från staden.